# Анаполина
«Анаполи́на» — бразильский футбольный клуб из города Анаполис штата Гояс. Клуб основан 1 января 1948 года, домашние матчи проводит на стадионе «Жонас Дуарте», вместимостью 15 400 зрителей.

## История
В 2010 году «Анаполина» отказалась от участия в Серии D Бразилии из-за необходимости улучшения инфраструктуры клуба. В следующем году клуб занял в Серии D Бразилии 7-е место, однако квалифицироваться для участия в этом турнире в 2012 году не сумел. В 2019 году занял в Серии D 38-е место.